# Cylindropuntia tunicata
Cylindropuntia tunicata ist eine Pflanzenart aus der Gattung Cylindropuntia in der Familie der Kakteengewächse (Cactaceae). Das Artepitheton tunicata stammt aus dem Lateinischen und bedeutet ‚ummantelt‘. Spanische Trivialnamen sind „Abrojo“, „Clavellina“, „Coyonoxtle“, „Sheathed Cholla“ und „Tencholote“.

## Beschreibung
Cylindropuntia tunicata wächst als dicht verzweigter Strauch und erreicht Wuchshöhen von 30 bis 60 Zentimeter. Auf den leicht abfallenden, hellgrünen bis grünen, 5 bis 10 Zentimeter langen und 1,5 bis 2,5 Zentimeter im Durchmesser messenden Triebabschnitten befinden sich stark hervorstehende breite Höcker. Die dreieckigen, gelb oder lohfarben bewollten Areolen tragen 0,5 bis 1,2 Millimeter lange hellgelbe Glochiden. Die fünf bis zwölf Dornen sind an den meisten Areolen vorhanden und verdecken die Triebe. Sie sind ausgebreitet, nadelig, gelb und 3 bis 6 Zentimeter lang. Die lose sitzenden, ausdauernden Dornenscheiden sind gelb bis lohfarben.
Die gelben bis gelblich grünen Blüten weisen eine Länge von bis zu 3 Zentimeter auf. Die kreiselförmigen bis keulenförmigen, roten Früchte sind fleischig und für gewöhnlich nicht bedornt. Sie sind meist steril und mit auffälligen Höckern besetzt.

## Verbreitung, Systematik und Gefährdung
Cylindropuntia tunicata ist in Nord- bis Mittel-Mexiko sowie eventuell in den Vereinigten Staaten im Bundesstaat Texas in der Vegetation der Chihuahua-Wüste in Höhenlagen von 100 bis 1900 Metern verbreitet. Ihr Verbreitungsgebiet erstreckt sich außerdem über die Staaten Ecuador, Peru, Argentinien und Chile. Diese Vorkommen in Südamerika sind eventuell auf die Verschleppung von Triebabschnitten durch den Menschen oder Vieh zurückzuführen.
Die Erstbeschreibung als Cactus tunicatus von Johann Georg Christian Lehmann wurde 1927 veröffentlicht. Frederik Marcus Knuth stellte die Art 1936 in die Gattung Cylindropuntia. Weitere nomenklatorische Synonyme sind Cactus tunicatus Lehm. (1832), Opuntia tunicata (Lehm.) Pfeiff. (1837) und Grusonia tunicata (Lehm.) G.D.Rowley (2006).
In der Roten Liste gefährdeter Arten der IUCN wird die Art als „Least Concern (LC)“, d. h. als nicht gefährdet geführt. Die Entwicklung der Populationen wird als stabil angesehen.

## Nutzung
Cylindropuntia tunicata wird in Nordamerika medizinisch genutzt. Die Art wird außerdem als lebender Zaun angepflanzt.

## Nachweise